# 向风而行
《向风而行》（英語：Flight To You）是一部2022年中国大陆民航题材电视剧，由王凯、谭松韵主演，讲述「鹭洲航空」（取景參考廈門航空）的故事。2022年12月26日在央视八套黄金档首播，爱奇艺、腾讯视频、friDay影音、LiTV 線上影視、MyVideo同步网播。

## 播出时间
| 频道          | 所在地   | 播出日期                       | 播出时间      | 备注                                             |
| ------------- | -------- | ------------------------------ | ------------- | ------------------------------------------------ |
| 央视八套      | 中国大陆 | 2022年12月26日－ 2023年1月14日 | 19:30         | 黄金档 每日2集                                   |
| 爱奇艺        | 中国大陆 | 2022年12月26日－ 2023年2月1日  | 19:30         | VIP會員 首更6集，每日2集 非會員 首更2集，每日1集 |
| 腾讯视频      | 中国大陆 | 2022年12月26日－ 2023年2月1日  | 19:30         | VIP會員 首更6集，每日2集 非會員 首更2集，每日1集 |
| IQIYI国际版   | 海外     | 2022年12月26日－ 2023年2月1日  | 19:30         | VIP會員 首更6集，每日2集 非會員 首更2集，每日1集 |
| LiTV 線上影視 | 臺灣     | 2022年12月27日－2023年1月13日  | 中午12:00     | VIP會員 每日更新2集 非會員 每日更新1集           |
| 中天娛樂台    | 臺灣     | 2023年10月10日—2023年12月4日   | 23:00 - 00:00 | 星期一至五                                       |
| astro AEC     | 马来西亚 | 2023年2月6日－2023年3月30日    | 19:00 - 20:00 | 每周一至周五                                     |
| HUB娱家戏剧台 | 新加坡   | 2023年3月4日－2023年5月7日     | 20:00 - 21:45 | 每周六至周日 两集连播                            |

## 演员表

### 领衔主演
| 演員   | 角色   | 介紹 |
| 王凯   | 顾南亭 | 鹭洲航空客运飞行部副部长 平日里不苟言笑，对待自己和他人极其严苛，是众人公认的铁血上司和魔鬼教员，在江韬被撤職、吊銷商飛執照後，成为客运飛行部部長。因為好朋友倪湛也喜歡程霄，所以遲遲不敢面對自己的心意。前女友羅憶在美國因為一場航空意外喪生，讓其耿耿於懷多年。最后因左眼出现黄斑部局部病变而无法参与D191（虛構機種，原型可能是中國商飛C919）首航，手術後视力恢復，与程霄同居，並在职场上互相鼓励。 |
| 谭松韵 | 程霄   | 鹭洲航空飞行员 原为鹭洲航空货运部飞行员，即将晋升机长，但因公司改制来到客运部，后因各种原因导致她被降至观察员。在客運部的值勤過程中，因公司收到两封投诉信加上江部长恶意刁难，被调到地勤部，后来被调回飞行部。成为波音787机长并代替顾南亭成功完成国产飞机D191的首航，并成为一位称职的鹭洲航空机长，最后与顾南亭同居，一起航向更美好的未来。                                                            |

### 主要演员
| 演員   | 角色   | 介紹 |
| 刘畅   | 倪湛   | 鹭洲航空机务工程部部长 顧南亭的好哥們、情敵，也是顧南亭前女友羅憶的表哥，最後當了副總 |
| 童彤   | 梁月如 | 鹭洲航空客艙部部長 為人嚴肅，對乘務員要求及條件極高 |
| 趙柯迪 | 喬正宇 | 鹭洲航空地勤 地勤小哥，指導程霄在地勤部工作，後與李語珩交往 |
| 晏紫东 | 宋宋   | 鹭洲航空飞行员，副機師 是和程霄一起從貨運部轉調客運部的好哥們，後與夏至結婚 |
| 邵羽柒 | 李语珩 | 鹭洲航空乘务长 顧南亭小時候的鄰居兼青梅竹馬，喜歡顧南亭，因為他才當乘務員。能力非常強，同一批人裡最快升兩艙，也很快被升為乘務長。被顧南亭拒絕後去飛了最長的航線脫胎換骨，後與喬正宇交往                                 |
| 周奇奇 | 艾佳   | 鹭洲航空乘务长 谢泽天的妻子，嘴硬心軟，多次訓誡夏至並為她辯護 |
| 波子橙 | 夏至   | 鹭洲航空乘务员，程霄、李语珩的好閨蜜 很為朋友兩肋插刀，擅長公關行銷，後與宋宋結婚 |
| 郭曉然 | 林一成 | 鹭洲航空飞行员，副機師 江韜的小舅子，單親爸爸。因靠江韜關係在集訓時溜出去陪女兒，一度被降為「觀察員」，幫助江韜篡改陸空對話記錄做偽證，後在程霄勸說下改邪歸正。                                                         |
| 曹藝心 | 祁玉   | 鹭洲航空乘务员 資深乘務員，本劇集反派。個性十分心機；於程霄首飛左座航班時，因拒絕幫助經濟艙乘客導致夏至受傷而被取消見習乘務長資格；後來藉助服務頭等艙乘客機會試圖勾引男乘客，因此被揭發為公司論壇散佈謠言元凶而遭開除。 |

### 特别出演
| 演員   | 角色   | 介紹 |
| 刘钧   | 江韬   | 鹭洲航空飞行部部长 不喜欢女飛并且一直對程霄有偏见，在一次飞行中因坚持要到新加坡（未到備降機場轉降）而导致乘客死亡和篡改陆空对话记录而被吊销飞行驾照和撤職，终身禁止飞行。 |
| 成泰燊 | 谢泽天 | 鹭洲航空安监部部长 顧南亭的師父，艾佳的丈夫，多次鼓勵程霄 |

### 友情出演
| 演員     | 角色   | 介紹 |
| 刘佳     | 秦玉華 | 顧南亭媽媽 国产飞机D191的工程师。                                                                                       |
| 孔琳     | 方京云 | 程霄媽媽，律师 由于2004年的一起空难导致她一直反对程霄成为飞行员，后在顾南亭的帮助下克服心理障碍而让程霄继续成为飞行员。 |
| 李建义   | 老蔡   | 貨運部部長 因公司政策貨運部與客運部合併而申請退休回家陪家人。                                                           |
| 鄭合惠子 | 月月   | 宋宋女友，後分手 |

### 其他演员
| 演員   | 角色     | 介紹                                           |
| 李斌   | 孙设计师 | 設計師，幫程霄設計與監工新房子（二手房）的裝潢 |
| 周治兰 | 地勤人员 | 鹭洲航空地勤人员                               |
| 王策   | 徐策     | 鹭洲航空总裁兼党委书记                         |
| 吕文胜 | 戴玮     | 鹭洲地面服务保障部部长                         |

## 电视剧歌曲
| 电视剧原声带 | 电视剧原声带                    | 电视剧原声带  | 电视剧原声带 | 电视剧原声带  | 电视剧原声带   |
| 曲序         | 曲目                            |               | 作曲         | 编曲          | 演唱           |
| ------------ | ------------------------------- | ------------- | ------------ | ------------- | -------------- |
| 1.           | 引力（片尾曲、主题曲）          | 王迪          | 王迪         | 戴赫呈        | 刘宇宁         |
| 2.           | Like Shining Star（人物主题曲） | 王迪          | 王迪         | 王迪/倪琰宸   | 谭松韵         |
| 3.           | 念风及你（插曲）                | 放风高手      | 王迪         | 翟恕谦        | 胡夏           |
| 4.           | 遗留（推广曲）                  | 李扬          | 陈永涛       | 岑思源        | 傅菁           |
| 5.           | 遗留（插曲）                    | 李扬          | 陈永涛       | 岑思源        | 刘烁七         |
| 6.           | 对流（插曲）                    | 木卫二/王添赐 | 崔贝         | 逄博@沐音天承 | 金志文、于贞   |
| 7.           | 小怪兽（插曲）                  | 放风高手      | 花音         |               | 徐佳一、徐佳禾 |
| 8.           | 飞鸟恋爱日记（客观音乐）        | 艾兜          | 艾兜         |               | 不是花火呀     |

## 制作
本剧于2021年开拍。曾在厦门空港、厦门航空实地取景，取景地点包括当地的停机坪、模拟机仓库、机库、航站楼、空勤大楼等。2022年1月杀青。

## 獎項
| 年份   | 頒獎典禮               | 獎項           | 提名/得奖者 | 结果 |
| ------ | ---------------------- | -------------- | ----------- | ---- |
| 2023年 | 首届中国电视剧年度盛典 | 年度突破女演員 | 譚松韻      | 獲獎 |

## 爭議
該劇在越南因場景顯示有爭議的「九段線」地圖而引起越南政府關注，因此越南政府下令Netflix越南平台下架。